# Stilon Gorzów Wielkopolski (piłka nożna kobiet)
TKKF Stilon Gorzów Wielkopolski – polski kobiecy klub piłkarski z siedzibą w Gorzowie Wielkopolskim. 3-krotny mistrz Polski, 3-krotny zdobywca Pucharu Polski i 5-krotny halowy mistrz Polski.

## Historia klubu
Drużynę kobiecej piłki nożnej w Gorzowie Wielkopolskim utworzono wiosną 1984 roku przez Bogdana Jakubczaka. Pierwszym meczem było towarzyskie spotkanie z drużyną NRD – Stahl Eisenhüttenstadt, wygrane przez gorzowskie zawodniczki 8:0.
W 1985 roku drużyna wystartowała w II lidze i zmagania w rozgrywkach rozpoczęła 21 kwietnia 1985 roku od wygranej nad Pumą Zabrze 7:1. Ostatecznie gorzowianki ukończyły rozgrywki na pierwszym miejscu (14 meczów – 24 punkty – stosunek bramek 73:9) i awansowały do najwyższej klasy rozgrywkowej. W inauguracyjnym sezonie w I lidze piłkarki TKKF Stilonu zdobyły brązowe medale mistrzostw Polski. W następnych sezonach drużyna była stale w czołówce, a w 1990 roku zdobyła tytuł wicemistrza Polski. W sezonie 1991/1992 gorzowianki zdobyły pierwszy tytuł mistrza Polski – wygrywając w swojej grupie eliminacyjnej, następnie pokonały w półfinale Piastunki Gliwice (4:0 w Gorzowie Wielkopolskim i 0:2 w Gliwicach) i w finale wygrały 3:2 z Czarnymi Sosnowiec. Historyczne mistrzostwo wywalczyły: Małgorzata Płytnik, Aneta Urbanowicz, Eleonora Sikora, Beata Berger, Dorota Dłużewska, Izabela Mączyńska, Małgorzata Mierkiewicz, Małgorzata Miśko, Emilia Wnuk, Izabela Łapisz, Barbara Gąsiorowska, Justyna Baumgart, Maria Tartak, Mariola Silwończyk, Monika Buszyńska, Renata Pupka, Maria Makowska i Mariola Kacprzak. W kolejnych dwóch sezonach gorzowianki zdobywały wicemistrzostwo Polski.
W sezonie 1994/1995 piłkarki TKKF Stilonu po raz drugi w historii wywalczył mistrzostwo Polski oraz piąty tytuł halowego mistrza Polski i puchar Polski. Trzeci i ostatni jak do tej pory tytuł mistrzowski gorzowianki wywalczyły w sezonie 1995/1996.
Od roku 1998 rozpoczął się kryzys spowodowany końcem karier i odejściem czołowych zawodniczek. Drużyna grała niemal samymi juniorkami. Mimo to zespół jeszcze przez kilka kolejnych sezonów radził sobie z walką o uniknięcie degradacji. W 1998 roku gorzowianki zajęły 7 miejsce, w 1999 roku – 5, w 2000 roku – 6, a w 2001 roku po raz ostatni zdobyły medal mistrzostw Polski – brązowy. Ten ostatni medal w historii klubu zdobyły: Dorota Dłużewska, Krystyna Połomska, Justyna Białasek, Mariola Silwończyk, Anna Grochowska, Patrycja Lipka, Magdalena Rolak, Ewa Karpienia, Diana Wysoczańska, Anna Serwata, Anna Gucze, Katarzyna Wysoczańska, Natalia Pisula, Edyta Łukaszewicz, Justyna Zając, Agnieszka Kałuzińska, Anna Świątkowska, Katarzyna Łyjak, Agnieszka Świątkowska i Anna Szymankowska.
W sezonie 2005/2006 po zajęciu 5 miejsca i przegranych barażach gorzowianki opuściły najwyższą klasę rozgrywkową. W sezonie 2009/2010 klub zajmując drugie miejsce w II lidze uzyskał awans do powiększonej ekstraligi. Jednak już po roku musiał opuścić elitę.
TKKF Stilon jeszcze w sezonach 2010/2011 i 2014/2015 epizodycznie wracał do ekstraklasy w której łącznie grał przez 23 sezony. W trakcie sezonu 2022/2023 drużyna wycofała się z rozgrywek III ligi. Jej wyniki osiągnięte w lidze zostały anulowane, gdyż gorzowianki jesienią przez dwa oddane mecze walkowerem rozegrały mniej niż 50% spotkań całego sezonu.

## Sukcesy

### Krajowe
| \| \| Zdobyte trofea w rozgrywkach krajowych (stan na: 6.11.2022) \| |                                                             |                              |                  |
| Rozgrywki                                                            | Osiągnięcie                                                 | Razy                         | Sezon(y)         |
| Mistrzostwo                                                          | I miejsce                                                   | 3                            | 1992, 1995, 1996 |
| II miejsce                                                           | 3                                                           | 1993, 1994, 1997             |                  |
| III miejsce                                                          | 4                                                           | 1986, 1990, 1991, 2001       |                  |
| Puchar                                                               | zdobywca                                                    | 3                            | 1991, 1992, 1993 |
| finalista                                                            | 5                                                           | 1986, 1989, 1995, 1997, 2000 |                  |
| Polska                                                               | Zdobyte trofea w rozgrywkach krajowych (stan na: 6.11.2022) |                              |                  |

- Halowe mistrzostwo Polski
  - 1. miejsce (5): 1987, 1990, 1991, 1992, 1994

## Piłkarki

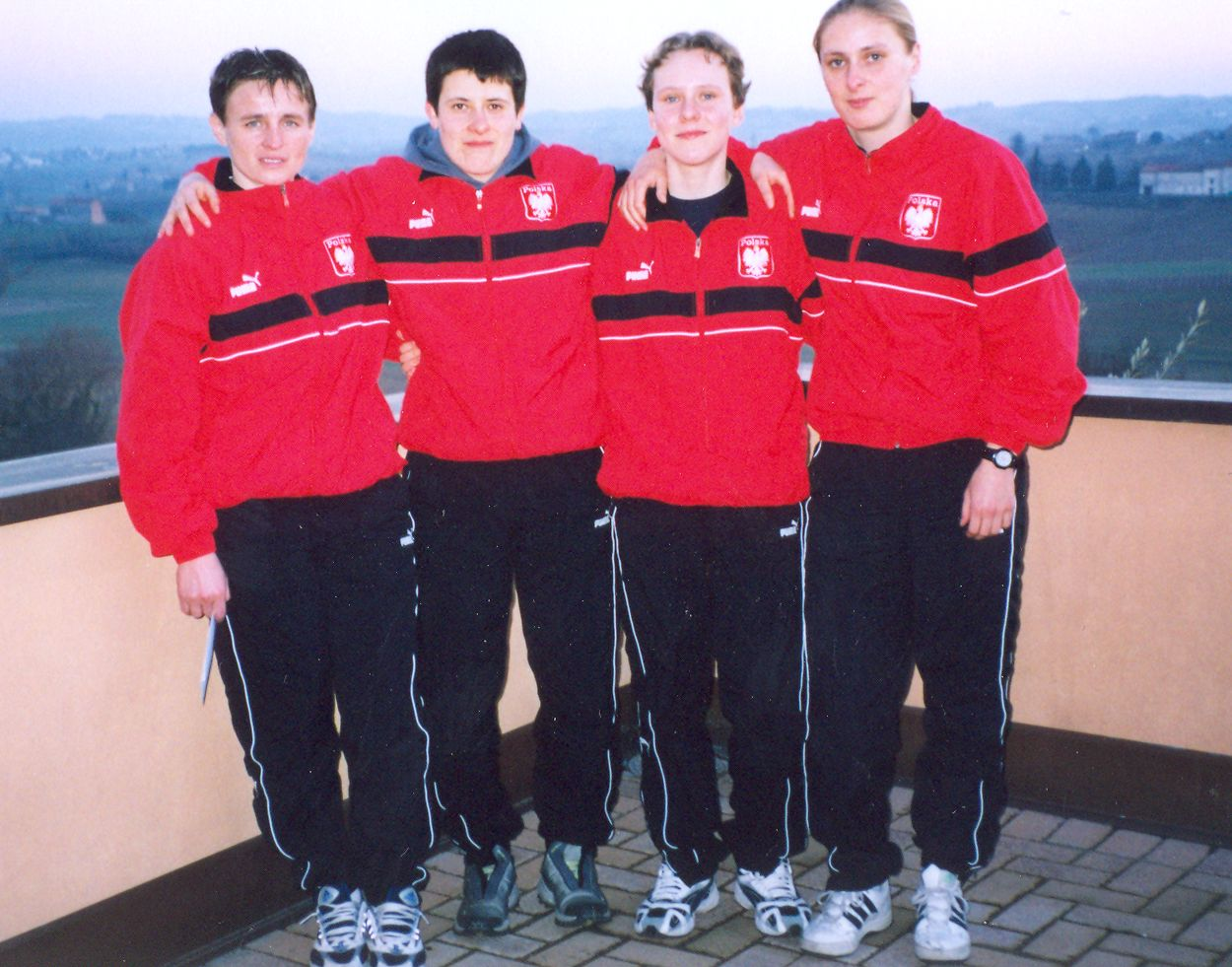
M. Makowska (z lewej) i J. Białasek (z prawej), byłe piłkarki TKKF Stilonu i reprezentacji Polski

## Poszczególne sezony
| Legenda – rozgrywki ligowe | Legenda – rozgrywki ligowe |
| Kolor                      | Oznaczenie                 |
| -------------------------- | -------------------------- |
|                            | I poziom ligowy            |
|                            | II poziom ligowy           |
|                            | pozostałe rozgrywki ligowe |
|                            |                            |
|                            | Mistrzostwo                |
|                            | Wicemistrzostwo            |
|                            | III miejsce                |
|                            |                            |
|                            | Awans                      |
|                            | Spadek                     |

| Legenda – rozgrywki pucharowe | Legenda – rozgrywki pucharowe |
| ----------------------------- | ----------------------------- |
| Z                             | Zwycięzca                     |
| F                             | Finalista                     |
| 1/2                           | 1/2 finału                    |
| 1/4                           | 1/4 finału                    |
| 1/8                           | 1/8 finału                    |
| 1/16                          | 1/16 finału                   |
| 1/32                          | 1/32 finału                   |
| G                             | Faza grupowa                  |
| 4R                            | 4 runda kwalifikacyjna        |
| 3R                            | 3 runda kwalifikacyjna        |
| 2R                            | 2 runda kwalifikacyjna        |
| 1R                            | 1 runda kwalifikacyjna        |
| W                             | Runda wstępna                 |

| Sezon     | Rozgrywki ligowe         | Rozgrywki ligowe | Puchar Polski |
| Sezon     | Poziom                   | Pozycja          | Puchar Polski |
| --------- | ------------------------ | ---------------- | ------------- |
| 1985      | II liga                  | 1                |               |
| 1986      | I liga                   | 3                | F             |
| 1987      | I liga                   | 5                | ?             |
| 1988      | I liga                   | 4                | ?             |
| 1989      | I liga (grupa północna)  | 5–6              | F             |
| 1989/1990 | I liga                   | 3                | ?             |
| 1990/1991 | I liga                   | 3                | Z             |
| 1991/1992 | I liga                   | 1                | Z             |
| 1992/1993 | I liga                   | 2                | Z             |
| 1993/1994 | I liga                   | 2                | ?             |
| 1994/1995 | I liga                   | 1                | F             |
| 1995/1996 | I liga                   | 1                | ?             |
| 1996/1997 | I liga                   | 2                | F             |
| 1997/1998 | I liga                   | 7                | ?             |
| 1998/1999 | I liga                   | 5                | 1/2           |
| 1999/2000 | I liga                   | 6                | F             |
| 2000/2001 | I liga                   | 3                | 1/2           |
| 2001/2002 | I liga                   | 5                | 1/4           |
| 2002/2003 | I liga                   | 5                | 1R            |
| 2003/2004 | I liga                   | 7                | 1/2           |
| 2004/2005 | I liga                   | 6                | 1R            |
| 2005/2006 | Ekstraliga               | 5                | 1/4           |
| 2006/2007 | I liga                   | 2                | –             |
| 2007/2008 | I liga                   | 5                |               |
| 2008/2009 | I liga (grupa zachodnia) | 1                |               |
| 2009/2010 | I liga                   | 2                | 1R            |
| 2010/2011 | Ekstraliga               | 10               |               |
| 2011/2012 | I liga (grupa północna)  | 3                |               |
| 2012/2013 | I liga (grupa północna)  | 3                |               |
| 2013/2014 | I liga (grupa północna)  | 2                |               |
| 2014/2015 | Ekstraliga               | 12               |               |
| 2015/2016 | I liga (grupa północna)  | 7                | 1/8           |
| 2016/2017 | I liga (grupa północna)  | 10               | 1R            |
| 2017/2018 | II liga                  | 5                | 1/8           |
| 2018/2019 | II liga                  | 6                | 1R            |
| 2019/2020 | II liga                  | 11               | 1R            |
| 2020/2021 | III liga                 | 4                | 1/16          |
| 2021/2022 | III liga                 | 5                | 1/16          |
| 2022/2023 | III liga                 | –                |               |